# حب مجنون (مسلسل كوري جنوبي)
حب مجنون (بالكورية: 크레이지 러브)؛ هو مسلسل تلفزيوني كوري جنوبي، من بطولة كيم جاي ووك وكريستال جونغ. عرض على قناة كي بي إس 2 من 7 مارس إلى 26 أبريل 2022 ، تم بثه كل يوم الإثنين والثلاثاء. وهو متاح على منصة iQiYi في مناطق مختارة. ومتاح أيضاً على منصة ديزني+ في مناطق محددة.

## القصة
تدور القصة حول نوه جو جين (كيم جاي ووك)، الرئيس التنفيذي لـ GOTOP وهو أفضل معهد للرياضيات في كوريا الجنوبية، يتظاهر بفقدان الذاكرة بعد تلقيه تهديدات بالقتل، ولي شين آه (كريستال جونغ)، سكرتيرة جو جين الانطوائية والهادئة، التي ليس لديها الكثير من الوقت لتعشيه. كما انها تتظاهر بأنها خطيبته.

## بطولة

### دور رئيسي[11]
- كيم جاي ووك في دور نوه جو جين.[12]

أفضل مدرس رياضيات في كوريا وممثل مؤسسة جو توب للتعليم.
- كريستال جونغ في دور لي شين آه.[12]

هي سكرتيرة جو جين، كما أنها موظفة مجتهدة ومسؤولة، هادئة وانطوائية. تتجه حياتها منعطفًا غير متوقع عندما اكتشفت أنه ليس لديها الكثير من الوقت للعيش.
- ها-جون مثل أوه سي جي.[13]

النائب الرسمي الوسيم ووكيل مؤسسة GOTOP وهو الشخص الوحيد الذي يمكنه أن يريح جو جين.

### دور داعم
- يوو ان يونغ في دور بايك سو يونغ.[14]

الحب الأول لـ نوه جو جين
- يون سان ها بدور لي سو هو[15]

شقيق لي شين آه
- ايم وون هي بدور بارك تاي يانغ[16]

ممثل ميراي اودو.
- لي سي ايون بدور كانغ مين[16]

مدرس لغة إنجليزية سابق
- كو كيو بيل بدور جو جون بال[17]
- كيم كي نام في دور جونغ هي تشول[18]
- لي ها جين[18]
- بايك جو هي في دور الشيف ما [18]
- لي مي يونغ في دور موظفة تنظيف[18]
- لي يون هي في دور حارسة أمن[18]
- كيم هاك سوم في دور لي يونغ غو، والد شين اه [18]
- جو اين بدور كيم هاي سون[19]

السكرتير السابق لنوه جو جين.
- لي جي مين في دور ميشيل لي[20]
- باي جو هي في دور الرئيس ما[21]
- مون دو يون بدور لي سو ري[22]

السكرتيرة والمتحدثة السابقة لـ نو جو جين.
- بارك هان سول في دور تشو أوك هي[23]

هي صديقة مقربة تعيش مع لي شين اه. ولديها مهنة كممثلة مسرحية هي صديقة حقيقية يمكنها الاعتماد عليها. خلال النهار، تعمل بدوام جزئي كسكرتيرة في مكتب محام وتذهب إلى الاختبارات طوال الوقت.

## الموسيقى

### جزء 1
| 1. | "I'm Crazy"         | 3:29 |
| 2. | "I'm Crazy" (Inst.) | 3:29 |

## المشاهدات
| الموسم | الموسم | رقم الحلقة | رقم الحلقة | رقم الحلقة | رقم الحلقة | رقم الحلقة | رقم الحلقة | رقم الحلقة | رقم الحلقة | رقم الحلقة | رقم الحلقة | رقم الحلقة | رقم الحلقة | رقم الحلقة | رقم الحلقة | رقم الحلقة | رقم الحلقة | المتوسط     |
| الموسم | الموسم | 1          | 2          | 3          | 4          | 5          | 6          | 7          | 8          | 9          | 10         | 11         | 12         | 13         | 14         | 15         | 16         | المتوسط     |
| ------ | ------ | ---------- | ---------- | ---------- | ---------- | ---------- | ---------- | ---------- | ---------- | ---------- | ---------- | ---------- | ---------- | ---------- | ---------- | ---------- | ---------- | ----------- |
|        | 1      | غ/م        | غ/م        | غ/م        | غ/م        | غ/م        | غ/م        | غ/م        | غ/م        | غ/م        | غ/م        | 671        | 639        | غ/م        | 728        | 697        | 741        | ستُعلن لاحقًا |

| الحلقة | تاريخ البث الأصلي | متوسط حصة الجمهور   | متوسط حصة الجمهور   |
| الحلقة | تاريخ البث الأصلي | تقييمات نيلسن كوريا | تقييمات نيلسن كوريا |
| الحلقة | تاريخ البث الأصلي | على الصعيد الوطني   | سيئول               |
| ------ | ----------------- | ------------------- | ------------------- |
| 1      | 7 مارس 2022       | 3.4%                | غ/م                 |
| 2      | 8 مارس 2022       | 2.4%                | غ/م                 |
| 3      | 14 مارس 2022      | 1.9%                | غ/م                 |
| 4      | 15 مارس 2022      | 2.3%                | غ/م                 |
| 5      | 21 مارس 2022      | 2.1%                | غ/م                 |
| 6      | 22 مارس 2022      | 2.5%                | غ/م                 |
| 7      | 28 مارس 2022      | 2.5%                | غ/م                 |
| 8      | 29 مارس 2022      | 2.6%                | غ/م                 |
| 9      | 4 أبريل 2022      | 2.6%                | غ/م                 |
| 10     | 5 أبريل 2022      | 3.0%                | غ/م                 |
| 11     | 11 أبريل 2022     | 4.3%                | 4.1%                |
| 12     | 12 أبريل 2022     | 4.0%                | 3.8%                |
| 13     | 18 أبريل 2022     | 3.8%                | 3.7%                |
| 14     | 19 أبريل 2022     | 4.4%                | 4.2%                |
| 15     | 25 أبريل 2022     | 4.3%                | 4.1%                |
| 16     | 26 أبريل 2022     | 4.6%                | 4.3%                |
| المعدل | المعدل            | -                   |                     |

## الإنتاج

### صناعة
المسلسل من إخراج كيم جونغ هيون الذي عمل على مسلسلات مثل «الحب الثوري» لعام 2019. ومسلسل ايقاظ لعام 2020. ومن كتابة كيم بو كيوم التي كتبت مسلسل «كل شيء عن منافسي».

## روابط خارجية
- الموقع الرسمي
 (باللغة الكورية)
- حب مجنون على موقع IMDb (الإنجليزية)
- حب مجنون على موقع ألو سيني (الفرنسية)
- حب مجنون على هانسينما